# Sweet Oblivion
Sweet Oblivion es el sexto álbum de estudio de los Screaming Trees, banda liderada por el vocalista Mark Lanegan, publicado en 1992. El disco vendió más de 300 000 copias gracias en gran parte el pujante sencillo "Nearly Lost You". Es el primer álbum con Barrett Martin en la batería después de la marcha de Mark Pickerel. El disco llegó al puesto 141 en el Billboard 200. Además de "Nearly Lost You" también se extrajo como sencillo el tema "Dollar Bill".

## Lista de canciones
| #  | Canción                 | Duración | Autores                            |
| -- | ----------------------- | -------- | ---------------------------------- |
| 01 | "Shadow of the Season"  | 4:34     | L. Conner/Lanegan                  |
| 02 | "Nearly Lost You"       | 4:07     | L. Conner/V. Conner/Lanegan        |
| 03 | "Dollar Bill"           | 4:35     | V. Conner/Lanegan                  |
| 04 | "More or Less"          | 3:11     | L. Conner/V. Conner/Lanegan        |
| 05 | "Butterfly"             | 3:22     | L. Conner/V. Conner/Lanegan        |
| 06 | "For Celebrations Past" | 4:09     | L. Conner/V. Conner/Lanegan/Martin |
| 07 | "The Secret Kind"       | 3:08     | L. Conner/V. Conner/Lanegan/Martin |
| 08 | "Winter Song"           | 3:43     | L. Conner/Lanegan                  |
| 09 | "Troubled Times"        | 5:20     | L. Conner/V. Conner/Lanegan/Martin |
| 10 | "No One Knows"          | 5:13     | L. Conner/Lanegan                  |
| 11 | "Julie Paradise"        | 5:05     | V. Conner/Lanegan                  |

- Datos: Q2257072